# Естадио Раул Гойенола
Естадио „Раул Гойенола“ (на испански: Estadio Ingeniero Raùl Goyenola) е многофункционален стадион в Такуарембо, Уругвай.
На него играе домакинските си мачове футболният отбор ФК „Такуарембо“. Капацитетът му е 12 000 места. Построен е през 1955 г.